# Ланская, Надежда Владимировна
Надежда Владимировна Ланская (в замужестве — Яковлева; 23 января 1839, д. Игнатьевское, Малоярославецкий уезд, Калужская губерния — 8 мая 1914, село Михайловское, Псковская губерния) — русская писательница и журналистка из рода Ланских.

## Биография
Родилась 23 января 1839 года в деревне Игнатьевское Малоярославецкого уезда Калужской губернии в семье состоятельного дворянина, отставного поручика Владимира Николаевича Ланского (1796—1857) и его второй жены (в браке с 1827 года).
Вначале училась в частном пансионе в городе Калуге, затем, с 1849 по 1855 год, училась в Москве, в Екатерининском институте благородных девиц.
Журналистскую деятельность начала в начале 1870-х годах в Мозыре в качестве местного корреспондента петербургской газеты «Неделя». На страницах газеты публиковались её очерки, сообщающие о событиях в Мозыре, где с 1868 года служил её муж, выпускник Императорского московского университета, врач Лев Семенович Яковлев (1831—1885).
В 1871 году её муж в результате несчастного случая потерял ногу и был вынужден выйти в отставку. Литературная работа была серьёзным материальным подспорьем для Ланской.
В конце 1876 года она с мужем переехала в Киев, где литературная деятельность писательницы открывала бо́льшие возможности, по сравнению с Мозырем, так как Киев был не только центром губернии, но и городом достаточно интенсивной общественной и культурной жизни.
В 1877 году, после начала Русско-турецкой войны, в Киев начали прибывать раненые солдаты. Своими статьями Яковлева-Ланская стремилась привлечь внимание общественности к недостаточному уходу о раненых в госпиталях. Она писала о том, что тяжелораненые лежат на грязной соломе, а то и просто на полу в больницах Киева. Её критические статьи не понравились местным чиновникам. В 1878 году семья была вынуждена покинуть Киев из-за давления властей. Жила в Орле, Мозыре, Старой Русе.
Роман Ланской «Лавры и тернии» (из времён Русско-турецкой войны) вновь вызвал крайнее неодобрение правительства, а крупнейшим российским библиотекам — Императорской публичной библиотеке в Санкт-Петербурге и библиотеке Румянцевского музея в Москве было запрещено принимать на баланс и выдавать читателям экземпляры издания.
Продолжала свою литературную и журналистской деятельности до последних дней жизни, оставив после себя два романа, несколько сборников рассказов, рассказов и очерков и сотни газетных публикаций. Вела переписку с Дмитрием Философовым, Алексеем Сувориным и др. Её проза и публицистика отличались ярко выраженным гражданским темпераментом, который заставлял её постоянно бороться против злоупотреблений, несправедливости и беззакония.
Последние годы жизни прожила в селе Михайловском, бывшей усадьбе Пушкиных.
Умерла 8 (21) мая 1914 года, похоронена на кладбище в Святых горах, недалеко от могилы А. С. Пушкина. В некрологе говорилось: «За роман из времён Русско-турецкой войны „Лавры и тернии“ Ланская была лишена пенсии, которую должна была получать как вдова врача».

## Публикации
- «Лавры и тернии» (роман из времён Русско-турецкой войны) (Санкт-Петербург, 1884).
- «Обруситы. Роман из общественной жизни Западного края». СПб., 1883; второе издание 1887 г. — рецензия: «Дело». 1883. № 3, «Русский архив». 1884. Т.3. № 5. С. 181—187[2].
- Сборник рассказов и рассказов Н. Яковлевой (1898), издательство Ф. Павлянкова
- Единственный раз («Женские дела». 1900. № 2. С. 64-69)
- «Ночная бабочка: Простой, но правдивый рассказ» (СПб, 1880)
- «Надя: Рассказ» (СПб, 1885) — Н. Л.
- «Как живу в провинции. Письма к другу» (Санкт-Петербург, 1886)
- «Фортепианная фабрика И. Беккера» (Санкт-Петербург, 1889)
- «Туда и обратно: Из заграничной поездки» (Санкт-Петербург, 1891).)
- Трын-трава: Очерк истории обрусения" (Гжатск, 1910)
- Золотая валюта: Провинциальная шутка (Санкт-Петербург, 1911)
- Перевод рассказов Д. К. Мюррея «Эдди Уолтон» (Санкт-Петербург, 1884).